# Hecla (Dakota del Sud)
Hecla è una città della contea di Brown, Dakota del Sud, Stati Uniti, situata a poche miglia a sud del confine con il Dakota del Nord. La popolazione era di 227 abitanti al censimento del 2010. La State Highway 37 corre lungo il lato est della città.

## Geografia fisica
Secondo lo United States Census Bureau, ha un'area totale di 0,34 mi² (0,88 km²).

## Storia
Hecla fu pianificata nel 1886. Prende il nome da Hekla, uno stratovulcano dell'Islanda. Dal 1886 è attivo un ufficio postale a Hecla. Hecla è stato il primo posto ad avere un distretto di conservazione del suolo nel Dakota del Sud.

## Società

### Evoluzione demografica
Secondo il censimento del 2010, la popolazione era di 227 abitanti.

### Etnie e minoranze straniere
Secondo il censimento del 2010, la composizione etnica della città era formata dal 97,4% di bianchi, lo 0,0% di afroamericani, lo 0,0% di nativi americani, lo 0,4% di asiatici, lo 0,0% di oceanici, lo 0,4% di altre etnie, e l'1,8% di due o più etnie. Ispanici o latinos di qualunque etnia erano l'1,3% della popolazione.